# 薩瓦內塔 (哥倫比亞)
薩瓦內塔（西班牙語：Sabaneta）是哥倫比亞的城鎮，位於該國西北部，由安蒂奧基亞省負責管轄，距離首府麥德林14公里，始建於1903年，面積15平方公里，海拔高度1,550米，2005年人口44,820。

## 外部連結
- （西班牙文） Sabaneta official website （页面存档备份，存于）

6°09′00″N 75°36′00″W / 6.150°N 75.600°W